# Nobuaki Maeda
Nobuaki Maeda (前田 陳爾?, Maeda Nobuaki; 23 novembre 1907 – 3 luglio 1975) è stato un giocatore di go giapponese.

## Biografia
Allievo di Hon'inbō Shūsai divenne a sua volta professionista fin da giovane e raggiunse il massimo grado (IX Dan) nel 1963. Dagli anni quaranta fino alla fine degli anni sessanta fu una presenza fissa nelle fasi finali dei principali tornei goistici della Nihon Ki-in, tuttavia non riuscì mai a vincere uno dei tornei principali ottenendo come massimo risultato di essere finalista all'Ōza nel 1953. Proprio a causa delle scarse vittorie il suo gioco viene spesso accusato di essere bello ma perdente e poco efficace.
A dispetto dei risultati non brillanti è stato uno dei principali creatori di tsumego (problemi di Go), la raccolta delle sue creazioni è enorme, egli stesso ha affermato di aver composto un problema al giorno per quaranta anni. Molti di questi problemi vengono usati ancora oggi per la didattica e sono particolarmente apprezzati.
È stato anche un apprezzato insegnante ed è stato il maestro di Norio Kudo, Yusuke Oeda, Itsuzo Shioiri, Yoshiaki Nagahara e Masao Morikawa.
Maeda è anche ricordato per il presunto ruolo avuto nella partita tra il suo maestro Hon'inbō Shūsai e il giovane talento Go Seigen, detta "la partita del secolo" a causa del fatto che in tale partita si scontrarono il principale sostenitore dello stile classico e il creatore di un nuovo modo di giocare. Shūsai rimase indietro per quasi tutta la partita nel punteggio finché alla mossa 160 giocò una mossa eccezionale che gli permise di rovesciare l'esito dell'incontro. Secondo la tradizione popolare il vero autore di questa mossa fu Maeda. All'epoca infatti non si giocava con la mossa in busta chiusa prima di un aggiornamento al giorno successivo, e Shūsai era celebre (e poco amato) per il fatto di consultare tutti gli allievi del proprio dojo in occasione delle partite importanti. Interrogato in merito Maeda non ha mai confermato o smentito la circostanza per rispetto del suo vecchio sensei.

## Palmares
| Nazionali | Nazionali | Nazionali |
| Torneo    | Vittorie  | Finalista |
| --------- | --------- | --------- |
| Ōza       |           | 1 (1953)  |
| Totale    | 0         | 1         |